# Melancio (obispo de Toledo)
Melancio fue un religioso hispanorromano, obispo de Toledo de finales de siglo III o principios del siglo IV, cuyo nombre solo aparece en las actas del Concilio de Elvira.

## Biografía
El Concilio de Elvira tuvo lugar en una fecha incierta entre el 300 y el 324, y allí ostenta el cargo de obispo de Toledo. No aparece, por tanto, en otros textos o listas de obispos como la del Códice Emilianense, en cuyo  episcopologio no figura ese nombre. J.F. Rivera señala que Melancio era la misma persona que Pelagio, obispo que aparece en primer lugar en el códice. Por su parte, Enrique Flórez considera que tal vez había tenido antecesores, basándose en la creencia de la existencia del legendario santo mártir Eugenio. Además, como en la inscripción de las actas aparece con una cierta antigüedad en relación con otros obispos, Flórez indica que Melancio debía llevar algunos años ya en el cargo y habría sido consagrado a finales del siglo III, en un momento conflictivo debido la persecución de Diocleciano y el martirio de santa Leocadia, por lo que valora la omisión en las glosas emilianenses en el hecho de haber sido redactadas mucho más tarde, en época visigoda.

## Bibliografáa
- Flórez, Enrique (1859). España sagrada V. Madrid: J. Rodríguez.
- Vilella Masana, Josep (2003). «Los obispos toledanos anteriores al Reino visigodo-católico». Acta Antiqua Complutensia III: Santos, obispos y reliquias. Alcalá de Henares: Universidad de Alcalá de Henares. ISBN 84-8138-573-5.

| Predecesor: ¿Eugenio de Toledo? | Obispo de Toledo S. III-IV | Sucesor: ¿Pelagio? ¿Patruino? |

- Datos: Q25432410